# Mariano Giustiniano
Mariano Giustiniano (ur. 4 kwietnia 1986 w Buenos Aires) – argentyński siatkarz, gra na pozycji przyjmującego. 
Karierę rozpoczynał w Scholem Aleijem. Obecnie reprezentuje barwy Club A. Boca Juniors.